# ヨーロッパジオパークネットワーク
ヨーロッパジオパークネットワーク（英: European Geoparks Network）は、ヨーロッパに所在するジオパークのネットワークである。略称はEGN。

## 概要
2000年に設立された。
アジア太平洋ジオパークネットワークと並び、2004年に設立された世界ジオパークネットワーク (GGN) の傘下にある。EGNへの加盟が認定されたジオパークは、GGNへの加盟も認められる。
EGNは、2年ごとに国際会議を数日間にわたって開催している。
ヨーロッパの世界ジオパークを中心に、ジオパーク、およびジオパークを目指している地域の関係者や興味・関心のある人々が集まる。
この国際会議は、ジオパーク活動を通じた地球科学の振興や、教育活動、環境の保護・保全、地域社会との協働、観光、地域経済など、様々な分野における取り組み事例の紹介や今後の方向性を議論する場となっている。
また、毎年夏に各ジオパークで「ヨーロッパジオパークウィーク」を開催し、ジオパーク活動の普及に努めている。